# Alan Jara
Alan Edmundo Jara Urzola (Villavicencio, Meta, Colombia; 17 de julio de 1957) es un ingeniero y político colombiano. 
Se desempeñó como Gobernador de Meta en tres oportunidades, una por decreto y las otras dos por elección popular. Fue secuestrado por la guerrilla de las Fuerzas Armadas Revolucionarias de Colombia - Ejército del Pueblo (FARC-EP) el 15 de julio de 2001 cuando se desplazaba en un vehículo de la ONU en Lejanías, Meta, y liberado el 3 de febrero de 2009.

## Biografía
Nació el 17 de julio de 1957 en la ciudad de Villavicencio, en la que vivió y estudió desde su infancia. Su primaria la cursó en la escuela Marco Fidel Suárez y su carrera profesional la realizó gracias a una beca del ICETEX (a la cual accedió por su buen desempeño en las pruebas de Estado), en el Instituto de Ingeniería y Construcción de Kiev. Realizó inicialmente estudios de ruso, continuo con la carrera de Ingeniería Civil y posteriormente realizó una maestría en ciencias de la ingeniería.
Durante los inicios de su carrera laboral fue profesor de la Universidad de los Llanos y funcionario de la Alcaldía de Villavicencio, en la que desempeñó los puestos de jefe de Control Urbano, director de Planeación Municipal, director de Valorización y Secretario de Obras Públicas; posteriormente fue designado Alcalde de Villavicencio en 1987. Entre enero y septiembre de 1990 ejerció como Gobernador de Meta por decreto del Presidente Virgilio Barco y luego fue Diputado a la Asamblea Departamental de Meta entre 1995 y 1997.
Jara está casado con Claudia Rujeles y tiene un hijo, Alan Felipe.

### Gobernador de Meta (1998-2000)
En las elecciones regionales de 1997 fue elegido Gobernador de Meta. Durante su periodo de Gobernador del Meta 1998-2000 fue el primero en toda Colombia en crear la Educación Pública Gratuita para los estudiantes hasta bachillerato, logrando así, que miles de personas se vieran beneficiadas, ya que empezaron a implementarlo en Colombia. Jara también creó el Fondo de Educación Superior, donde se otorga crédito económico para la Educación Superior a los que necesitaran sin requerir finca raíz ni codeudor. Jara dio gran impulso al deporte en el Meta, apoyando la formación de nuevos deportistas como la aquera olímpica Natalia Sánchez.

### Secuestro
Jara fue secuestrado el 15 de julio de 2001 en el municipio de Lejanías del departamento del Meta en el momento en que visitaba unas obras construidas bajo su administración desplazándose en un vehículo de las Naciones Unidas, organización que lo invito, tras haber cumplido sus funciones como gobernador del Meta. Fue secuestrado por el frente 26 de las FARC-EP, que detuvieron el vehículo y obligaron al exgobernador a bajar. Según los guerrilleros de las FARC-EP, Jara iba a ser sometido a un juicio "Político" para rendir cuentas por no ayudarles y estar en contra de ellos.
Tras ser secuestrado fue llevado a entrevistarse con el comandante de las FARC-EP, Jorge Briceño alias "Mono Jojoy quien le dijo: "¿usted no sabía que yo iba a coger a los parlamentarios para el canje? y Jara le respondió: "yo no soy parlamentario y Jojoy me dijo: pero iba a ser...".
Después de su liberación, describe las condiciones de su detención: «Una cosa es la decisión de mantenernos durante tanto tiempo en la selva por parte de los jefes de la guerrilla y otra cosa es el trato diario y cotidiano. Nos dan lo que está a su alcance. No hay maltrato, no hay grosería, no hay humillaciones ni nada parecido, simplemente, lo que hay [...]. Las cadenas son usadas como método de seguridad. No suelen ponernos cadenas para torturarnos. Cuando estamos en campamentos cerrados, con mallas y líneas de seguridad, no hay cadenas. Cuando salimos al área, hay cadenas, para caminar, hay cadenas. Hasta los mismos guerrilleros encargados de ponerlas arrugan la cara cuando tienen esa misión. Prefiero recordarlos a la mañana siguiente, cuando nos las quitaban».
Durante su cautiverio se conocieron algunas pruebas de supervivencia, en una de ellas relata a su familia que da clases de inglés y de ruso a sus compañeros de cautiverio.
Jara fue incluido entre los posibles uniformados elegidos para ser liberados por las FARC-EP en febrero de 2009, junto al exdiputado del Valle del Cauca, Sigifredo López, los patrulleros Juan Fernando Galicia Uribe, Walter José Lozano Guarnizo y Alexis Torres Zapata de la Policía Nacional y el soldado profesional del Ejército William Giovanni Domínguez Castro. Alan Jara fue liberado el día 3 de febrero del 2009.
Por su secuestro el gobierno colombiano capturó como autor al guerrillero del Frente 26 de las FARC-EP, Alfonso Cárdenas, alias “Jaime Guey” o “Guaimaro”.

### Liberación
Alan Jara fue liberado el 3 de febrero de 2009. A las 2:12 p. m. arribó al aeropuerto Vanguardia de Villavicencio, donde se reencontró con su esposa y su hijo Alan Felipe. Agradeció a los miembros de "Colombianos por la Paz" y al expresidente de Colombia. Entre los comentarios que hizo, Jara mencionó que las "FARC no estaban derrotadas" y que la solución al conflicto armado colombiano no solo es militar, también es política es "política".
Alan Jara aseguró que el presidente Álvaro Uribe le dio un manejo político al intercambio o acuerdo humanitario y dijo que "no había hecho nada por los secuestrados". El presidente Uribe se declaró dispuesto al acuerdo humanitario, pero declaró que siempre y cuando fuera un proceso serio de parte de las FARC-EP y de que los guerrilleros en algún momento liberados no volvieran a la subversión, además de seguir insistiendo en el cerco humanitario o el rescate de los llamados "canjeables".

### Regreso a la política y Gobernador de Meta (2012-2015)
Jara, a raíz de su secuestro, escribió el libro “El mundo al revés, en el cual rinde un homenaje a la vida de sus compañeros que continuaban en cautiverio, a esos amigos que se hicieron en medio de la soledad, abandono y tristeza propias del secuestro. En el libro resalta a quienes están aún en la selva en cautiverio y hace un llamado por su liberación, pues es obligación de todos los colombianos exigir que los regresen a sus hogares. “Este es un libro que rescata los valores y la dignidad de esas personas y narra los hechos de la selva en una crónica día a día” aseguró Jara.
Poco tiempo después de su liberación, trabajó por el acuerdo humanitario. Su regreso a la política se dio de manera paralela con este trabajo. Regresó a la arena política para presentarse como candidato a la Gobernación del Meta por recolección de firmas en las elecciones regionales de 2011. Resultó elegido con 150.114 votos, equivalentes al 41,92% del total, para ocupar la Gobernación en el período 2012-2015.
En 2016 fue designado por el presidente Juan Manuel Santos para ser el nuevo director de la Unidad para la Atención y Reparación Integral a las Víctimas. 
En 2017 el Gobierno de Estados Unidos canceló su visa.